# Slug
L'slug és una unitat de massa del sistema anglosaxó que equival a 14,594 quilograms.
És la massa que s'accelera per 1 ft/s² quan una força d'una lliura (lbf) és exercida sobre ella. Per tant, un slug té una massa d'unes 32,17405 lliures o 14,5939 kg.
{\displaystyle 1\ {\mbox{slug}}=1{\cfrac {{\mbox{lbf}}\cdot {\mbox{s}}^{2}}{\mbox{ft}}}}
L'slug fou utilitzat per primera vegada el 1902 per Arthur Mason Worthington (1852-1916) a Dynamics of Rotation (Dinàmica de la Rotació, al Oxford English Dictionary), però no sembla que hagi estat fet servir de forma significativa fins a dècades més tard. Un llibre de 1928 diu: "Encara no s'ha donat nom a la unitat de massa i, de fet, com que hem desenvolupat la teoria de la dinàmica no és necessari cap nom. Quan la massa, "m", apareix a les nostres fórmules, substituïm el ratio del convenient parell força-acceleració (w/g), i mesurem la massa en lliures per ft./sec.² o en grams per cm./sec.²".
Un altre nom per aquesta unitat en la literatura científica primerenca fou geepound.
La unitat slinch (derivada de les paraules slug-inch) és una versió en polzades de l'slug: 1 slinch = 1 lbf·s²/in = 12 slugs.
La unitat blob també és una versió en polzades de l'slug: 1 lbf·s²/in.
Font: